# Alvania punctura
Alvania punctura är en snäckart som först beskrevs av Montagu 1803.  Alvania punctura ingår i släktet Alvania och familjen Rissoidae. Arten är reproducerande i Sverige. Inga underarter finns listade i Catalogue of Life.

## Bildgalleri

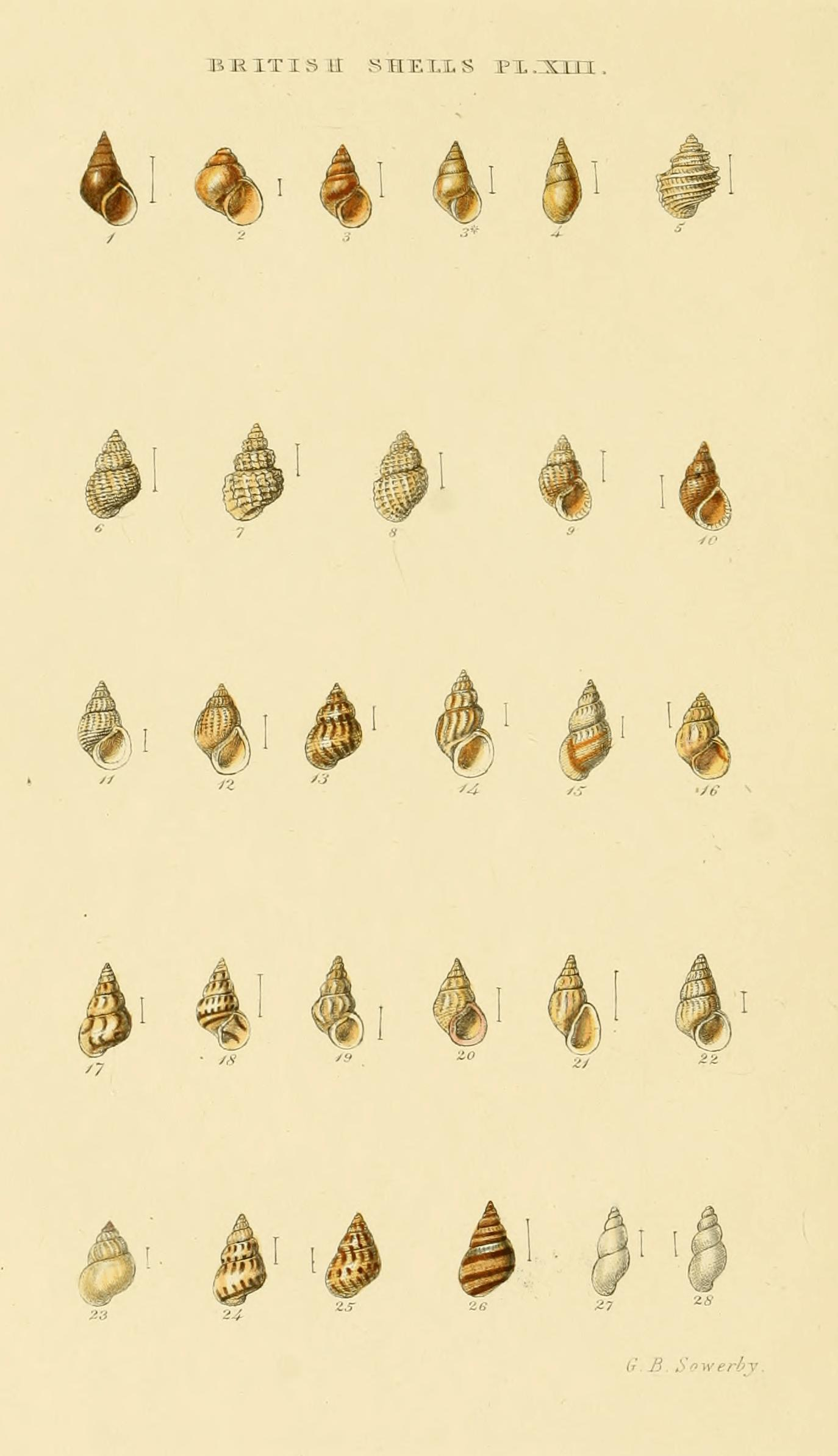